# Aardbeistengelsteker
De aardbeistengelsteker (Neocoenorrhinus germanicus) is een keversoort uit de familie Rhynchitidae. De wetenschappelijke naam van de soort is voor het eerst geldig gepubliceerd in 1797 door Herbst.